# Sorin Grindeanu
Sorin Mihai Grindeanu (pronúncia romanesa: [soˈrin miˈhaj ɡrinˈde̯anu]; Caransebeș, Romania, 5 de desembre de 1973) és un polític romanès, membre del partit Partit Socialdemòcrata.

## Biografia

### Primer ministre
El 4 de gener de 2017 va ser escollit com a nou Primer ministre de Romania amb un govern de coalició de PSD i l'Aliança de Liberals i Demòcrates (ALDE), després de la victòria del seu partit a les eleccions legislatives romaneses de 2016. Va seguir en el càrrec de primer ministre fins al 21 de juny de 2017, dia en el qual va ser destituït del càrrec després de perdre una moció de censura proposada pel seu propi partit polític i originada arran de disputes internes amb Liviu Dragnea, el líder del partit.